# 홍용표
홍용표(洪容杓, 1964년 4월 15일~)는 대한민국의 학자이다. 한양대학교 정치외교학 교수로 제38대 통일부 장관을 지냈다.

## 학력
- 경희고등학교 졸업
- 연세대학교 정치외교학과 학사
- 연세대학교 국제학대학원 사회과학 석사
- 옥스퍼드 대학교 대학원 국제관계학 사회과학 박사

## 경력
- 1996년 9월~2000년 2월: 통일연구원 연구위원
- 미국 오리건대학교 교환교수
- 2001년 3월~2013년 3월: 한양대학교 정치외교학전공 교수
- 2003년 7월~2013년 3월: 제11기 민주평화통일자문회의 상임위원
- 2006년 5월~2007년 7월: 경실련 통일협회 운영위원장
- 2010년~2011년: 외교통상부 외교문서공개예비심사 외부전문가, 외교사료편찬 감수위원
- 2011년~2012년: 국무총리실 정부업무평가위원회 핵심과제평가단 통일외교안보분야 전문위원
- 2012년 8월~2013년 3월: 한양대학교 서울 사회봉사단 부단장
- 2012년: 새누리당 대선캠프 국민행복추진위원회 외교통일추진단 위원
- 2013년 1월~2013년 2월: 제18대 대통령직인수위원회 외교국방통일분과 실무위원
- 2013년 1월~2013년 12월: 한국국제정치학회 연구이사
- 2013년 3월~2015년 3월: 대통령비서실 외교안보수석실 통일비서관
- 2015년 3월~2017년 7월: 제38대 통일부 장관
- 한양대학교 정치외교학과 교수
- 옛 자유한국당 정치인
- 옛 바른정당 정치인
- 옛 바른미래당 정치인
- (사) 경제사회연구원 이사 겸 외교안보분과운영위원장
- 남북 의회교류포럼 자문위원
- 한국국가전략연구원 자문위원
- 아산정책연구원 이사회 이사
- 재단법인 보통사람들의시대 노태우센터 이사

| 전임 류길재 | 제38대 통일부 장관 2015년 3월 13일~2017년 7월 2일 | 후임 조명균 |